# Best of Arena Pula live
Best of Arena Pula live je album uživo hrvatskog pjevača Dražena Zečića. Izašao je 2012. godine u izdanju Croatia Recordsa.
Snimljen je u pulskoj Areni.

## Popis pjesama
- Crni kralj i bijela dama
- Bože, hvala ti
- Voljela me samo jedno ljeto
- Boem u duši, Ispod bijelog vela (mix)
- Tako je dobro sresti te, Ruke gore, Ja sam tebi dao sve, Zima, zima, led (mix)
- Osvetnica
- Stani srce
- U ime ljubavi, Kad preko mora, Plači kada tu me ne bude (mix)
- Opiti nikad se neću
- Vladarica, Ako odem prijatelji, Nitko nema dva života (mix)

## Vanjske poveznice
- Diskografija